# Drusus demirsoyi
Drusus demirsoyi är en nattsländeart som beskrevs av Cakin 1983. Drusus demirsoyi ingår i släktet Drusus och familjen husmasknattsländor. Inga underarter finns listade i Catalogue of Life.